# 第一次ケルティベリア戦争

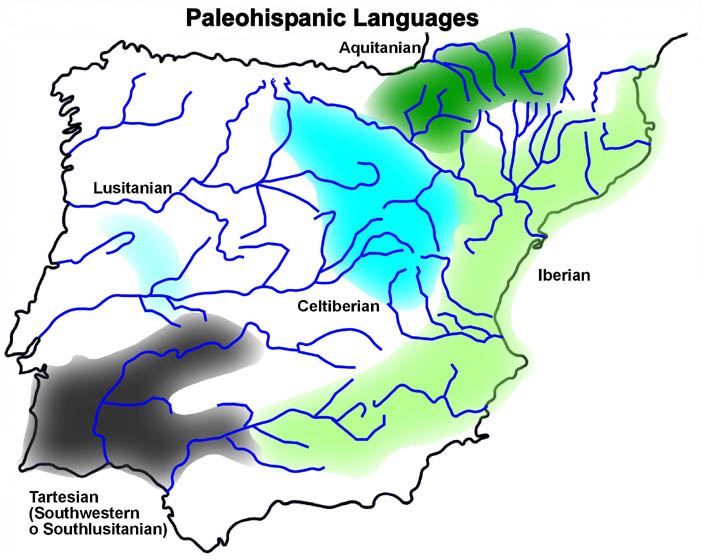
ローマ化以前のイベリア半島
ケルティベリア人居住地区

第一次ケルティベリア戦争（だいいちじケルティベリアせんそう、First Celtiberian War）は、紀元前181年から前179年に、ルソネス人（Lusones）を中心にしたケルティベリア人が、共和政ローマと戦った戦争である。敗れたケルティベリア人はローマに服従した。

## 戦争の背景
第二次ポエニ戦争の間、ローマはヒスパニアをカルタゴから奪い、支配するようになった。ローマはヒスパニア人の反乱を鎮圧して服従させたが、その支配は内陸深くには及んでいなかった。
エブロ川沿いに住むケルティベリア人は、ケルト人と現住イベリア人が合流して生まれた民族と言われ、彼らはローマに対して面従腹背の態度をとっていた。ルソネス人はケルティベリアの一部族、あるいはイベリア人の部族で、エブロ川沿いに農耕を営み、鉱山も持っていた。
戦争の発端について、アッピアノスは、ルソネス人を中心にしたケルティベリア人が土地の不足からローマに反乱を起こしたと伝える。が、当時のケルティベリア人はローマと争っていなかったというだけで、服属まではしていなかった可能性もある。

## 戦争の経過
前181年に反乱が起きると、執政官フルウィウス・フラックスは、集結した反乱軍を攻撃して破った。敗れたケルティベリア人の一部は、コンプレガ（Complega）に町を築いて要塞化した。彼らはフラックスに対し、前の戦いの償いとして死者一人につき一着の服、一匹の馬、一振りの剣を差し出すよう求めた。フラックスはたくさん届けると答え、（服と馬と剣を携えた）兵力を引き連れてコンプレガに行軍し、攻撃の構えを見せた。コンプレガのケルティベリア人は戦いを交えず逃走した。
前179年にティベリウス・センプロニウス・グラックス・マイヨル（大グラックス）が交代してヒスパニアに着いたとき、ケルティベリア人は、2万の兵力でローマと同盟したカラウィス（Caravis）の町を包囲した。グラックスは急行してカラウィスの囲みを解いた。
ほぼ同じ頃、コンプレガの住民2万は、オリーブの枝をもち、会談を求める様子でグラックスの軍に近づいた。接近すると、彼らは不意に攻撃してグラックス軍を混乱に陥れた。グラックスはいったん陣営を捨てて逃げ、ケルティベリア人がそこを略奪しているところを襲撃して破った。この勝利に続いてグラックスはコンプレガを征服した。

## 戦後処理
グラックスはコンプレガの地をローマの貧民に分け与え、周辺の諸部族と友好を誓ってから凱旋した。この条約でケルティベリア人は貢納と戦時の兵力供出を義務付けられたが、後にこの義務は免除された。これ以後、ルソネス人はローマに逆らわず、ヌマンティア戦争などでもローマ側についた。